# 若昂·卡洛斯·马丁斯

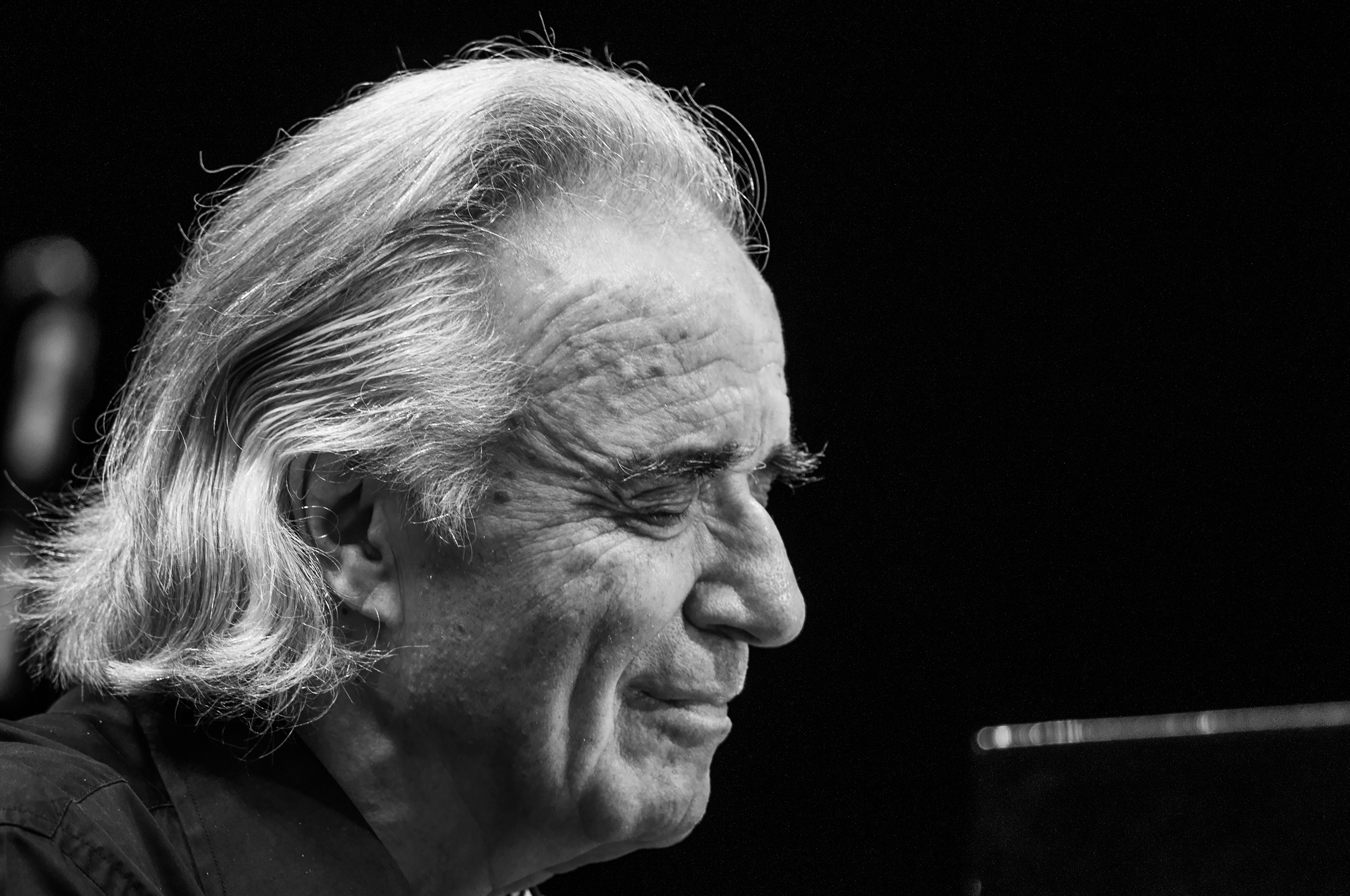
若昂·卡洛斯·马丁斯

若昂·卡洛斯·马丁斯（葡萄牙語：João Carlos Martins， 葡萄牙語發音：[ʒuˈɐ̃w ˈkaɾlus maɾˈtʃĩs]，1940年6月25日—），全名若昂·卡洛斯·甘德拉·达席尔瓦·马丁斯（João Carlos Gandra da Silva Martins），出生于巴西圣保罗，是巴西著名古典钢琴家和指挥家，被誉为出色的巴赫作品演奏家，曾演奏和录制了巴赫全部钢琴作品，並將錄製作品出版為21盘CD唱片。 
马丁斯曾擔任波士顿交响乐团、 洛杉矶爱乐乐团和其他乐团的首席钢琴演奏家以及英國室內樂團和巴赫亚纳菲拉莫尼卡乐团（Bachiana Filarmonica Orchestra）的指挥。
在演奏生涯中，马丁斯飽受傷病之苦。马丁斯于1995年访问保加利亚时，遭到两个暴徒的袭击，头部和大脑受伤，并且右臂失去活動能力。後來經過治療，馬丁斯又成功回到舞台上演奏。 
在2000年初，他的右手經歷了一場不成功的手術，这使他的右手基本上無法活動。但马丁斯並没有選擇退出钢琴界，而是继续使用左手以及右手的一根手指進行弹奏。2002年，馬丁斯來到中国天津和北京進行鋼琴演奏。
由于后来連左手也出現问题，馬丁斯被迫結束钢琴演奏生涯。在他的手部活動受限情況下，馬丁斯依舊選擇從事指挥事業。之後他參與了数百场演出，包括在卡内基音乐厅舉辦的音乐会。2019年3月宣布退休。但巴西設計師科斯塔（Ubirata Bizarro Costa）不捨馬丁斯退休，於當年12月設計一款輔助手套。2020年1月，馬丁斯戴上手套後能順利彈奏蕭邦《夜曲》，並表示將復出舉辦音樂會。